# Michael Rasmussen

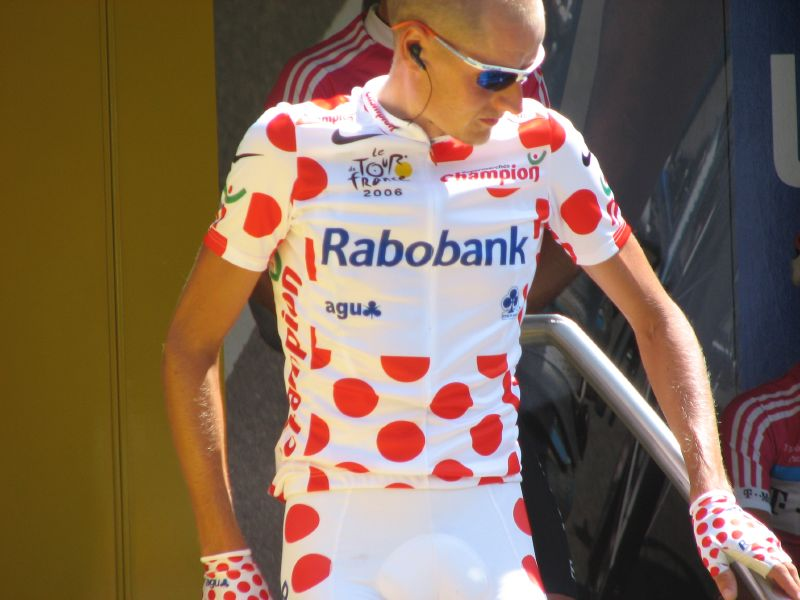
Michael Rasmussen i Tour de France bergspriströja 2006.

Michael Rasmussen, född 1 juni 1974 i Tølløse, är en dansk tidigare proffscyklist. Han var aktiv mellan 1999 och 2013. I samband med att han annonserade att han avslutade sin karriär 2013, erkände Rasmussen att han dopat sig under åren 1998-2010.

## Cykelkarriären
Michael Rasmussen vann VM i mountainbike 1999 vid tävlingar i Åre. Som professionell landsvägscyklist har han tävlat för CSC-Tiscali och senare Rabobank, för vilka han tävlade med fram till slutet av juli 2007 då han blev sparkad av stalledningen som ledare av Tour de France.
Rasmussen kom på 14:e plats i Tour de France 2004, vilket var första gången han deltog i tävlingen. Han vann sin första etapp på Tour de France på nionde etappen 2005 efter att ha ryckt 4 kilometer efter start. Samma år vann han Tour de France bergspristävling, en prestation som han upprepade 2006.

### Dopningsfallet
Den 15 juli 2007 vann Rasmussen bergsetappen mellan Le-Grand-Bornand och Tignes på Tour de France 2007, och fick därmed för första gången i sin cykelkarriär bära den gula ledartröjan. Efter att ha vunnit bergsetappen den 25 juli sparkades Rasmussen från Rabobank dagen efter med anledning av att han ljugit om var han befunnit sig vid vissa tidpunkter. Rasmussen hade efter 16 etapper en ledning i sammandraget med över 3 minuter och sågs som en given segrare av Tour de France 2007.
Den 1 juli 2008 kom beskedet att Michael Rasmussen hade blivit avstängd i två år för att han missat tre anti-dopningstester på grund av sina lögner inför Tour de France 2007.
Han erkände 2013 att han varit dopad mellan 2008 och 2010.

### Återkomsten
Rasmussens avstängning slutade den 25 juli 2009 och han cyklade Designa Grand Prix i Kjellerup, Danmark, två dagar senare. Han vann etapp 2 av den mexikanska tävlingen Vuelta a Puebla innan han vann hela tävlingen före Bernardo Colex och Gregorio Ladino. I oktober vann han prologen av La Vuelta a Chihuahua före Daniel Moreno och Óscar Sevilla. Samtidigt ryktades det att Rasmussen, som är gift med en mexikanska, vill byta ut sitt danska medborgarskap mot ett mexikanskt. Rasmussen slutade på andra plats på etapp 4 av tävlingen.

## Meriter
- Dansk mästare i mountainbike 1996.[1]
- Världsmästare i mountainbike 1999.[1]
- Årets cyklist i Danmark 1999, 2003 och 2005.[1]
- En etappseger i Vuelta a España.[1]
- Sammanlagt fyra etappsegrar i Tour de France.[1]
- Totalsegrare i Tour de Frances bergstävling 2005 och 2006.[1]

## Smeknamn
Michael Rasmussen går under smeknamnet "Kyllingen fra Tølløse", "Kycklingen från Tølløse". Det finns flera olika historier om hur han fick detta smeknamn, oftast anger de hans smäckra kroppsbyggnad och särskilt hans smala ben. Själv sade han i danska TV2 under Tour de France 2005 att det var på en fest där en annan person kallades "Bamse" som han själv fick namnet "Kylling" som en referens till det danska barn-TV-programmet "Bamse og Kylling". Somliga menar att namnet är en travesti på Bjarne Riis smeknamn, "Örnen från Herning".

## Stall
- Scott-BiKyle Flyers (1995)[4][1]
- CSC-Tiscali 2001–2002[1]
- Rabobank 2003–2007[1]
- Miche 2010[1]
- Christina Watches-Onfone 2011–2013[1]